# Ricardo Blat
Ricardo Barbosa Blat (Ferraz de Vasconcelos, 16 de novembro de 1950) é um ator brasileiro.

## Biografia
Blat iniciou sua vida teatral no TEM (Teatro Experimental Mogiano) na década de 1960 e, com o próprio TEM, em 1970, recebeu o prêmio de melhor ator coadjuvante com a peça “Sem Eu”, de Benê Rodrigues no VIII FETAESP, juntamente com Clarice Jorge (Melhor Atriz), Joaquim Rodrigues Neto (melhor sonoplastia) e Benê Rodrigues (melhor texto).
Em 2016 interpretou um padre na segunda temporada da série Magnífica 70 da HBO.
Ricardo Blat é irmão do autor Rogério Blat e primo do também ator Caio Blat.

## Filmografia

### Na televisão
| Ano  | Título                               | Personagem                            | Nota                                                           | Emissora      |
| ---- | ------------------------------------ | ------------------------------------- | -------------------------------------------------------------- | ------------- |
| 2023 | Cangaço Novo                         | Ernesto                               |                                                                | Prime Video   |
| 2021 | Gênesis                              | Lotam                                 | Fase: "Jornada de Abraão"                                      | RecordTV      |
| 2018 | Deus Salve o Rei                     | Issandro                              |                                                                | Rede Globo    |
| 2017 | Os Dias Eram Assim                   | Sandoval Freitas                      |                                                                | Rede Globo    |
| 2016 | Magnífica 70                         | Padre Ribeiro                         |                                                                | HBO Brasil    |
| 2015 | I Love Paraisópolis                  | Adônia Paiva (Sabão)                  |                                                                | Rede Globo    |
| 2014 | Meu Pedacinho de Chão                | Manoel das Antas (Prefeito das Antas) |                                                                | Rede Globo    |
| 2013 | Uma Rua Sem Vergonha                 | Marconi di Paula                      |                                                                | Multishow     |
| 2012 | Guerra dos Sexos                     | Moysés de Assis                       |                                                                | Rede Globo    |
| 2011 | Fina Estampa                         | Severino de Jesus                     |                                                                | Rede Globo    |
| 2010 | Tempos Modernos                      | Fidélio de Sá                         |                                                                | Rede Globo    |
| 2009 | Por Toda Minha Vida                  | Ezequiel Neves                        | Episódio: "Cazuza"                                             | Rede Globo    |
| 2009 | Uma Noite no Castelo                 | Matíades Lancelotti                   | Especial de fim de ano                                         | Rede Globo    |
| 2008 | Casos e Acasos                       | Felipe Oliveire                       | Episódio: "O Encontro Inesperado, o Homem e a Estreia Confusa" | Rede Globo    |
| 2007 | Duas Caras                           | Inácio Lisboa (Pastor Inácio)         |                                                                | Rede Globo    |
| 2006 | Sítio do Picapau Amarelo             | Gaspar Motta                          |                                                                | Rede Globo    |
| 2006 | JK                                   | Tales da Rocha Vianna                 |                                                                | Rede Globo    |
| 2005 | Hoje É Dia de Maria                  | Asmodeu Sátiro                        |                                                                | Rede Globo    |
| 2005 | Hoje É Dia de Maria: Segunda Jornada | Asmodeu Piteira (Gato)                |                                                                | Rede Globo    |
| 1998 | Hilda Furacão                        | Cido Gasparani (Cidinho)              |                                                                | Rede Globo    |
| 1998 | Caça Talentos                        | Calixto                               | Episódio: "Contos de Arrepio"                                  | Rede Globo    |
| 1996 | Caça Talentos                        | Faísca                                | Episódios: "História Piloto" "Natal" "Bruxa Bela"              | Rede Globo    |
| 1996 | O Fim do Mundo                       | Emiliano Ferreira                     |                                                                | Rede Globo    |
| 1995 | Decadência                           | Artêmio de Sousa Bastos               |                                                                | Rede Globo    |
| 1994 | Você Decide                          | Lauro                                 | Episódio: "Educação Sentimental"                               | Rede Globo    |
| 1993 | Mulheres de Areia                    | Paulo Salles (Marujo)                 |                                                                | Rede Globo    |
| 1991 | Amazônia                             | Celestino de Jesus Flores             |                                                                | Rede Manchete |
| 1991 | O Portador                           | Maurício Alencar                      |                                                                | Rede Globo    |
| 1990 | Fronteiras do Desconhecido           | Camilo Barbosa                        | Episódio: "O Acidente"                                         | Rede Manchete |
| 1989 | Pacto de Sangue                      | Pedro Camargo Xavier                  |                                                                | Rede Globo    |
| 1988 | Tarcísio & Glória                    | Osmar Silvestrini                     |                                                                | Rede Globo    |
| 1984 | Corpo a Corpo                        | Nuno Mendes de Castro                 |                                                                | Rede Globo    |
| 1983 | Maçã do Amor                         | Maurício                              |                                                                | Bandeirantes  |
| 1983 | Sombras do Passado                   | Toni                                  |                                                                | SBT           |
| 1982 | Destino                              | João Luís Moraes (Luisinho)           |                                                                | SBT           |
| 1982 | Os Imigrantes                        | Edgar Ataliba                         |                                                                | Bandeirantes  |
| 1980 | Água Viva                            | Jofre do Lins Rêgo                    |                                                                | Rede Globo    |
| 1979 | Marron Glacê                         | Juliano Muniz Prado                   |                                                                | Rede Globo    |
| 1979 | Memórias de Amor                     | Egbert Pinheiro Pereira               |                                                                | Rede Globo    |
| 1978 | Te Contei?                           | Túlio Sequeira (Tuta)                 |                                                                | Rede Globo    |
| 1977 | Sem Lenço, sem Documento             | José Luís dos Santos (Zé Luís)        |                                                                | Rede Globo    |
| 1976 | Estúpido Cupido                      | João Arantes Guimarães                |                                                                | Rede Globo    |
| 1975 | A Viagem                             | Hélio Tavares                         |                                                                | Rede Tupi     |

### No Cinema
| Ano  | Título                          | Personagem                     | Notas               |
| ---- | ------------------------------- | ------------------------------ | ------------------- |
| 2024 | A Fúria                         | Mário                          |                     |
| 2016 | O Casamento de Gorete           | Pai de Gorete                  |                     |
| 2014 | O Menino no Espelho             | Major Pepe Faria               |                     |
| 2013 | O Inventor de Sonhos            | Vilaça                         |                     |
| 2009 | Predileção                      | —                              | Curta-metragem      |
| 2008 | Última Parada 174               | Pedreiro / passageiro grisalho |                     |
| 2006 | Achados e Perdidos              | Nicanor                        |                     |
| 2006 | O Amigo Invisível               | Getúlio Vargas                 |                     |
| 2005 | Vinicius                        | Declamador                     | Documentário        |
| 2004 | Capital Circulante              | Sr. Teixeira                   | Curta-metragem      |
| 2003 | Carandiru                       | Claudiomiro                    |                     |
| 2002 | O Príncipe                      | Mário                          |                     |
| 2002 | Madame Satã                     | José                           |                     |
| 1999 | Xuxa Requebra                   | Chefe de Redação               |                     |
| 1996 | Sem Canhão Não Se Fala aos Céus | Rei fanfarrão                  | Curta-metragem      |
| 1987 | Anjos do Arrabalde              | Afonso                         |                     |
| 1987 | Tanga                           | Pentelho Luminoso              |                     |
| 1986 | Frankenstein Punk               | —                              | Voz; Curta-metragem |
| 1980 | Os Paspalhões em Pinóquio 2000  | Cisky                          |                     |
| 1977 | Trem Fantasma                   | —                              |                     |
| 1974 | O Trote dos Sádicos             | Valente                        |                     |

## Teatro
- 1971 - As Aventuras de Peer Gynt. Estreia no Teatro Itália (São Paulo), em abril de 1971, foi levada para o Teatro Municipal de Santo André (SP) em outubro de 1971. Uma produção de Antunes Filho Produções Artísticas, sob direção de Antunes Filho, que ganhou o Prêmio Molière com tal direção. No elenco, Stênio Garcia, Ariclê Perez, Jonas Bloch, Ciro Corrêa de Castro, Ewerton de Castro, Roberto Frota, Ricardo Blat.[8]

## Premiações
1990 - Rio de Janeiro RJ - Prêmio Shell - melhor ator em Uma Estória de Borboletas, direção Gilberto Gawronski.
1995 - Rio de Janeiro RJ - Prêmio Mambembe e Coca-Cola - melhor ator em O Patinho Feio, adaptação de Rogério Blat ao conto de Hans Christian Andersen, direção Gilberto Gawronski.
1996 - Rio de Janeiro RJ - Prêmio Mambembe - melhor ator em Na Solidão dos Campos de Algodão, de Bernard Marie Koltès, direção Gilberto Gawronski.
| Ano  | Prêmio         | Categoria                        | Indicação    | Resultado |
| ---- | -------------- | -------------------------------- | ------------ | --------- |
| 2024 | Prêmio Platino | Melhor Ator Coadjuvante de Série | Cangaço Novo | Pendente  |